# Solms-Laubach
Solms-Laubach fue un condado de la región meridional de Hesse y la región oriental de Renania-Palatinado, Alemania. La Casa de Solms tuvo su origen en Solms, Hesse.
Solms-Laubach fue creado originalmente como una partición de Solms-Lich. Solms-Laubach, a su vez, fue dividido entre sí mismo y Solms-Sonnenwalde en 1561; entre sí mismo, Solms-Baruth y Solms-Rödelheim en 1607; y entre sí mismo y Solms-Sonnenwalde en 1627. Solms-Laubach heredó Solms-Sonnenwalde en 1615. Con la muerte del Conde Carlos Otón en 1676, fue heredado por Solms-Baruth y recreado como una partición en 1696. Solms-Laubach fue mediatizado a Hesse-Darmstadt en 1806.

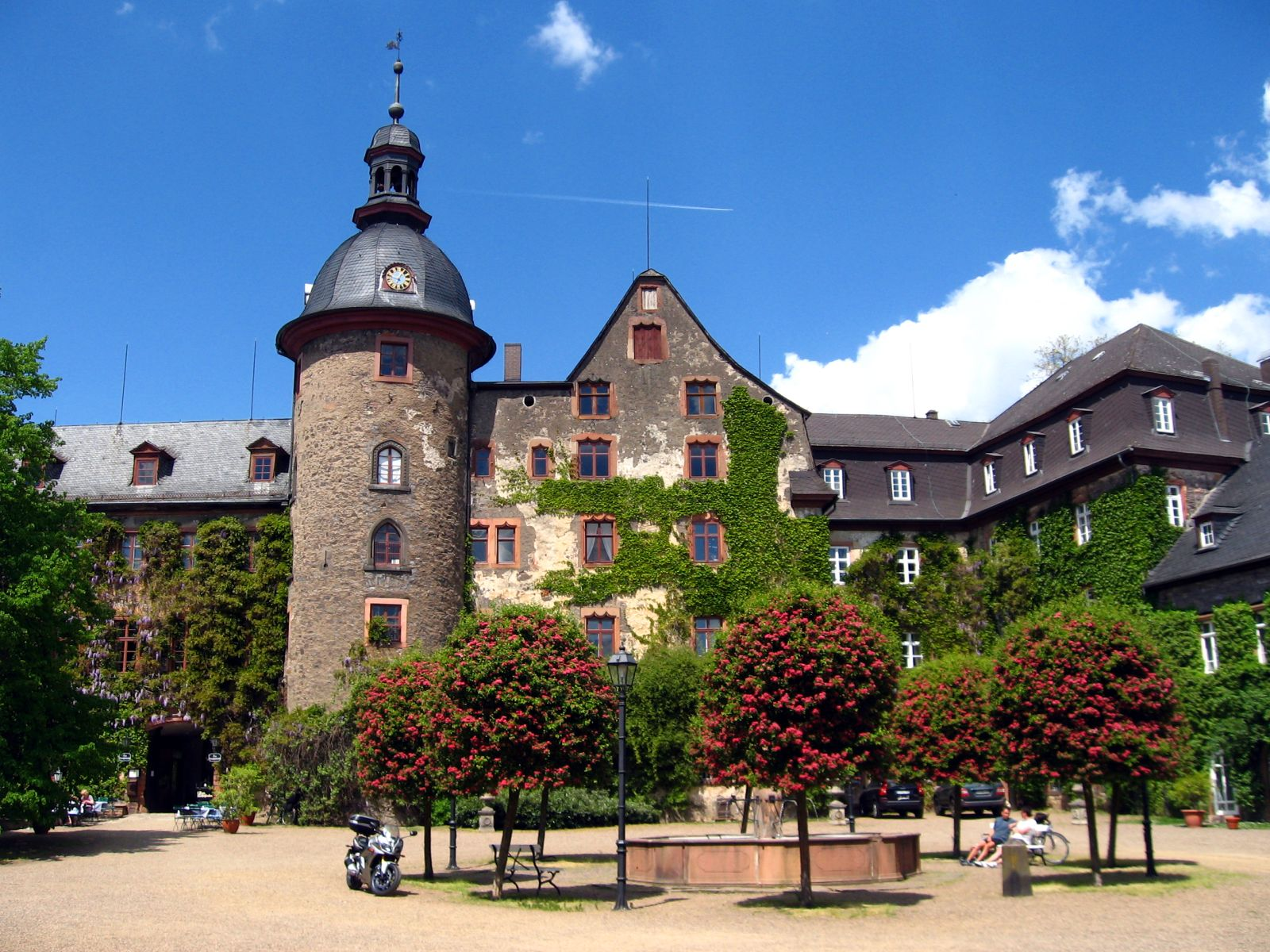
Castillo de Laubach.

## Condes de Solms-Laubach

### Primera creación: 1544-1676
- Federico Magnus I (1544-61)
- Juan Jorge (1561-1600)
- Alberto Otón I (1600-10)
- Alberto Otón II (1610-56)
- Carlos Otón (1656-76)

### Segunda creación: 1696-1806
- Federico Ernesto (1696-1723)
- Cristián Augusto (1723-84), con...
  - Federico Magnus II (1723-38)
- Federico Luis Cristián (1784-1806)

### Condes mediatizados
- Federico Luis Cristián, 5° conde 1806-1822 (1769-1822)
  - Otón I, 6° conde, 1822-1832 (1799-1832)
    - Federico, 7° conde, 1832-1900 (1833-1900)
      - Otón II, 8° conde, 1900-1904 (1860-1904)
        - Jorge, 9° conde, 1904-1969 (1899-1969)
          - Otón III, 10° conde, 1969-1973 (1926-1973)
            - Carlos, 11° y actual conde, 1973-hoy (n.1963)
              - Augusto, conde hereditario (n.1994)

            - Conde Gustavo (n.1965)
              - Conde Óscar (n.2008)

            - Conde Francisco (n.1971)

      - Conde Federico (1902-1991)
        - Conde Ernesto (n.1939)
          - Conde Stefan (nacido en 1976)

    - Conde Reinhard (1872-1937)
      - Conde Hans (1927-2009)
        - Conde Jorge (nacido en 1972)

  - Conde Ernesto (1837-1908)
    - Conde Ernstotto (1890-1977)
      - Conde Federico-Ernesto (nacido en 1940)
        - Conde Mauricio (nacido en 1980)
        - Conde Felipe (nacido en 1985)